# Voletarium
Voletarium is een panoramavliegsimulator in het Duitse attractiepark Europa-Park en ligt in het themagebied Duitsland. Voletarium opende 3 juni 2017 voor publiek en is de eerste panoramavliegsimulator in Duitsland.

## Geschiedenis
In 2013 opperde de voormalige directie van attractiepark de Efteling om samen met Europa-Park een vliegsimulator te openen in beide parken. In beide parken zou dan dezelfde film gedraaid worden. Om te besparen op de kosten zouden beide parken de helft betalen. Door andere prioriteiten van de Efteling is het plan gesneuveld.
In 2016 begon Europa-Park met een van haar hotels: Gästehaus Circus Rolando af te breken, tegelijkertijd met de aankondiging voor de bouw van de panoramavliegsimulator. De attractie werd gebouwd op de locatie van het voormalige hotel. Hiervoor moest ook het traject van de monorail omgelegd worden. 3 juni 2017 opende Voletarium de deuren voor het publiek.

## Architectuur
Voletarium staat in het themagebied Duitsland nabij de hoofdentree van Europa-Park. Om plaats te maken voor de simulator moest het hotel Gästehaus Circus Rolando verdwijnen en werd een deel van het traject van de monorail omgelegd. Hierdoor is genoeg ruimte vrijgekomen voor de attractie die een oppervlakte heeft van 4800 vierkante meter. Het hoogste punt van het gebouw betreft zestien meter.
Qua exterieur is te zien dat ontwerpers zich hebben laten inspireren door diverse objecten en gebouwen in Europa, waaronder Groningen Centraal, het Rijksmuseum Amsterdam en diverse stadshuizen in het Britse Manchester en Duitse Bremen. Ook zijn er duidelijk Gotische elementen terug te vinden aan het exterieur.
Volgens Europa-Park is 50% van het budget besteed aan decoratie. Dat komt neer op €12,5 miljoen. De wachtrij doorloopt meerdere rijkelijk gedecoreerde ruimtes, waarin het verhaal achter de attractie wordt verteld.
Voletarium telt twee grote ruimtes. In elke ruimte is een simulator verwerkt, bestaand uit zeven gondels en een bolvormig scherm met een lengte van 21 meter.
In de attractie is diverse keren het logo van vliegtuigmaatschappij Eurowings te zien. In een van de eerste wachtruimtes staat een schaalmodel van een vliegtuig met op de muur de kaart van Europa met daarop de bestemmingen van Eurowings.

## Rit
In de wachtrij wordt het verhaal achter de attractie verteld. Dit gebeurt in de verschillende ruimtes in de wachtrij. Een van de ruimtes is ingericht als laboratorium van de fictieve luchtvaartpioniers Egbert en Kasper Eulenstein. De 'vlucht' vindt plaats in een van de twee bioscoopzalen met een bolvormig scherm. In elke zaal bevinden zich zeven gondels, verspreid over meerdere verdiepingen, met daarop tien zitplaatsen. Tijdens de 4,5 minuten durende rit krijgen bezoekers beelden te zien van verschillende Europese steden en streken. Door de combinatie van beeld, geluid en beweging krijgen bezoekers het idee dat ze over deze plaatsen heen vliegen.

## Afbeeldingen

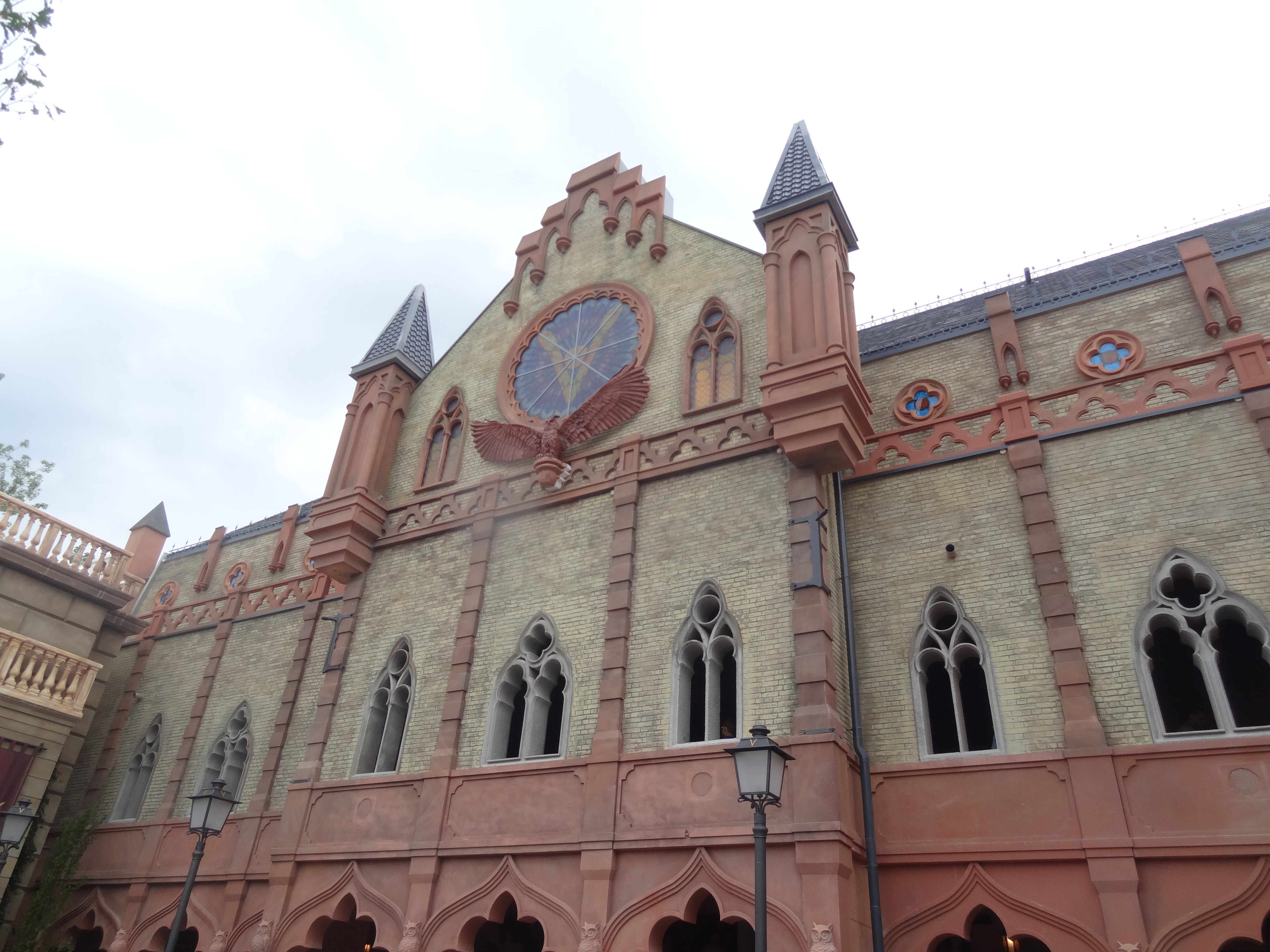
Voorgevel
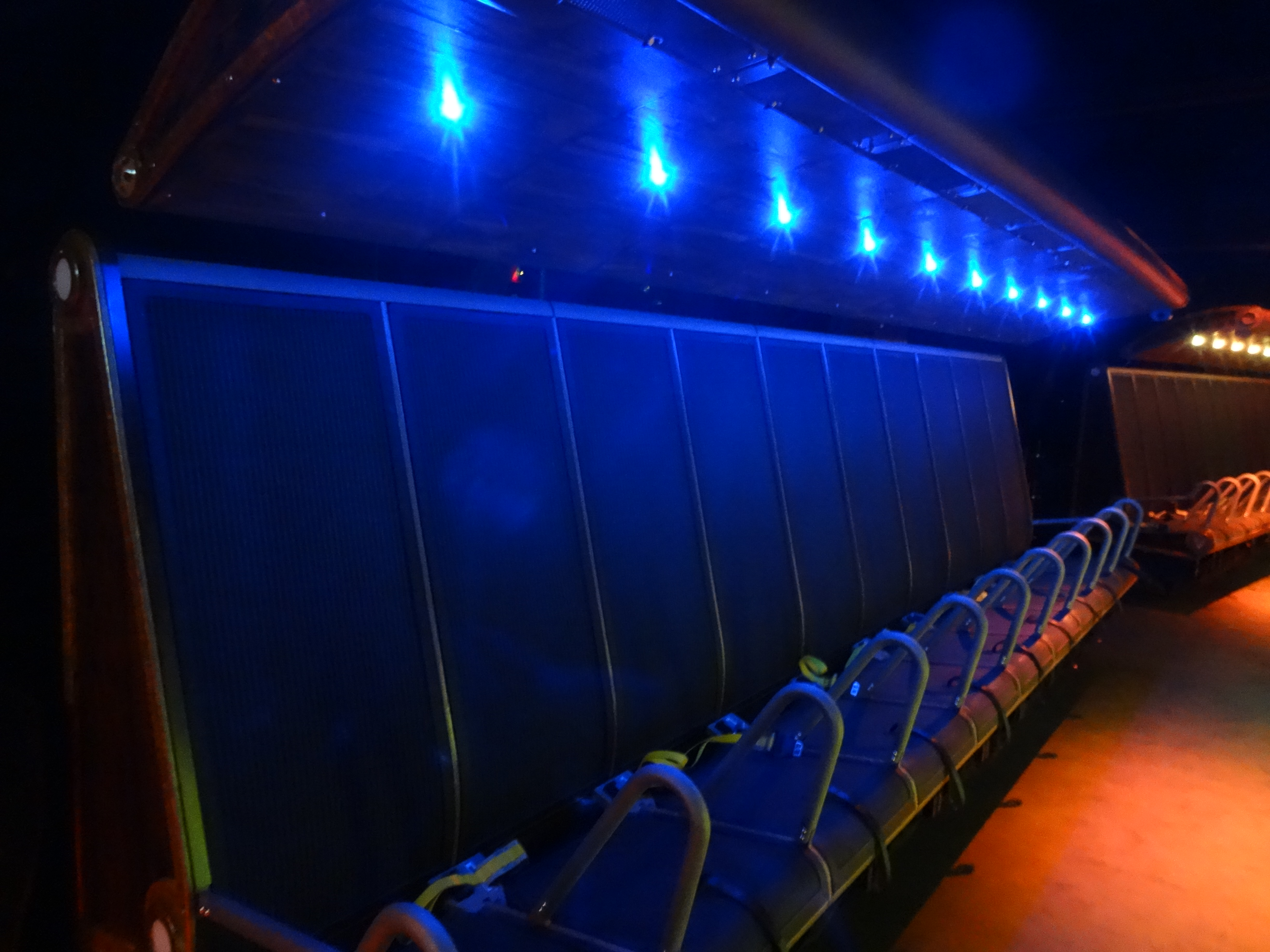
Gondels in de hoofdshow